# Xian de Qitai
Cette page contient des caractères spéciaux ou non latins. S’ils s’affichent mal (▯, ?, etc.), consultez la page d’aide Unicode.
Le xian de Qitai (奇台县 ; pinyin : Qítái Xiàn ; ouïghour : گۇچۇڭ ناھىيىسى / Guçung Nahiyisi) est un district administratif de la région autonome du Xinjiang en Chine. Il est placé sous la juridiction de la préfecture autonome hui de Changji.

## Histoire
Une des deux stations de renseignement électronique de la CIA construites dans le Xinjiang au début des années 1980 se trouve dans cette province sous le nom de code Saugus, elle surveillait alors les activités soviétiques en collaboration avec les services de renseignements chinois. Le BND allemand participait également à sa gestion dans le cadre de l'opération Pamir. La CIA arrête ses opérations après les manifestations de la place Tian'anmen en 1989.

## Démographie
La population du district était de 230 901 habitants en 1999.